# 胡独鹿
胡独鹿（?—932年），五代时黑水靺鞨首领。后唐同光三年（925年），胡独鹿遣使者到洛阳觐见后唐庄宗李存勖，胡独鹿和前一年来朝贡的黑水兀兒是黑水靺鞨的两部酋长。后唐明宗长兴三年（932年），胡独鹿去世，子桃李花继立，常来中原请求册命。后唐灭亡后，靺鞨的名称逐渐在中国史书消失，取而代之的是女真的族名。